# Länsväg T 597

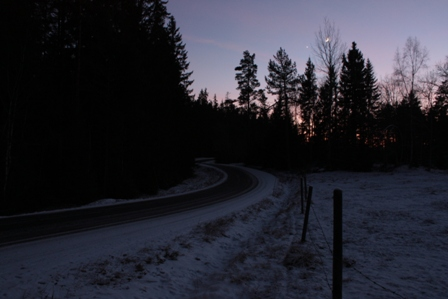
Anderstorp, 1 km öster om Närkesberg

Länsväg T 597 är en övrig länsväg som går mellan Skyllberg (riksväg 50) och Hjortkvarn (riksväg 51). Från Hjortkvarn börjar den från Norrköpingsvägen i en så kallad T-korsning, bredvid sågverket och där är det grusstandard som följer i 12 km genom Haddebo. Några kilometer före Närkesberg ändras standarden till asfalt, vägen går via Gålsjö, Rönneshytta och över riksväg 50 till Skyllberg.

## Viltvarningar
Det råder stor viltvarning längs denna 30,7 km långa väg i södra Bergslagen: älg, hjort och vildsvin.